# Erechthias heterogramma
Erechthias heterogramma är en fjärilsart som beskrevs av Edward Meyrick 1921. Erechthias heterogramma ingår i släktet Erechthias och familjen äkta malar.
Artens utbredningsområde är Fiji. Inga underarter finns listade i Catalogue of Life.